# امارتيثي
الأمارتيثي هو عيد يحتفل به بذكرى وفاة مهير بابا في 31 يناير 1969. يبدو أن كلمة «أمارتيثي» قد صاغها مهير بابا وتعني «يوم بلا موت» (حرفيا: عمار، عديم الموت، تيتسي ، يوم، باللغة الهندية). ويمكن أيضا أن تترجم «التاريخ الأبدي» أو «تاريخ مع الأبدية». وتعتبر واحدة من أهم الأعياد بين أتباع مهر بابا بالإضافة إلى «يوم الصمت»، وعيد ميلاد ماهر بابا.

## الحدث
خلال الاحتفال بعيد الأمارثيتي، تستضيف مدينة مهر آباد ما بين 10,000 و 12,000 زائر ليلاً، و 25,000 - 30,000 زائر نهارا، من جميع أنحاء العالم خلال برنامج مدته ثلاثة أيام. يحتفل العديد من أتباع مهر بابا بالأمارتيثي خارج الهند، لا سيما في أستراليا وأوروبا والولايات المتحدة. ذروة الحدث تجري في يوم أمارتيثي نفسه عندما يجتمع الحشد المتجمع للصمت لمدة 15 دقيقة تكريما لوفات مهير بابا في الساعة 12:15 مساء يوم 31 يناير 1969.

## روابط خارجية
- أماريثي 2007 على يوتيوب

1. ↑  http://www.asiantribune.com/node/15408 Asian Tribune نسخة محفوظة 2020-08-05 على موقع واي باك مشين.
2. ↑  من جنوب آسيا تريبيون ، 12 يناير 2010 نسخة محفوظة 27 يناير 2019 على موقع واي باك مشين.
3. ↑  Melton، J. Gordon. Religious Celebrations. ABC CLIO, LLC. ص. Vol.2, p.577. ISBN:978-1-59884-205-0. مؤرشف من الأصل في 2020-04-26.
4. ↑  ترجمة amar في الانجليزية نسخة محفوظة 16 أغسطس 2015 على موقع واي باك مشين.
5. ↑  مسرد الماجستير نسخة محفوظة 07 أبريل 2017 على موقع واي باك مشين.